# Sant Lluís Gonzaga de Perpinyà
Sant Lluís Gonzaga de Perpinyà és la capella de la institució d'ensenyament del mateix nom del barri del Vernet, de la ciutat de Perpinyà, a la comarca del Rosselló, de la Catalunya del Nord.

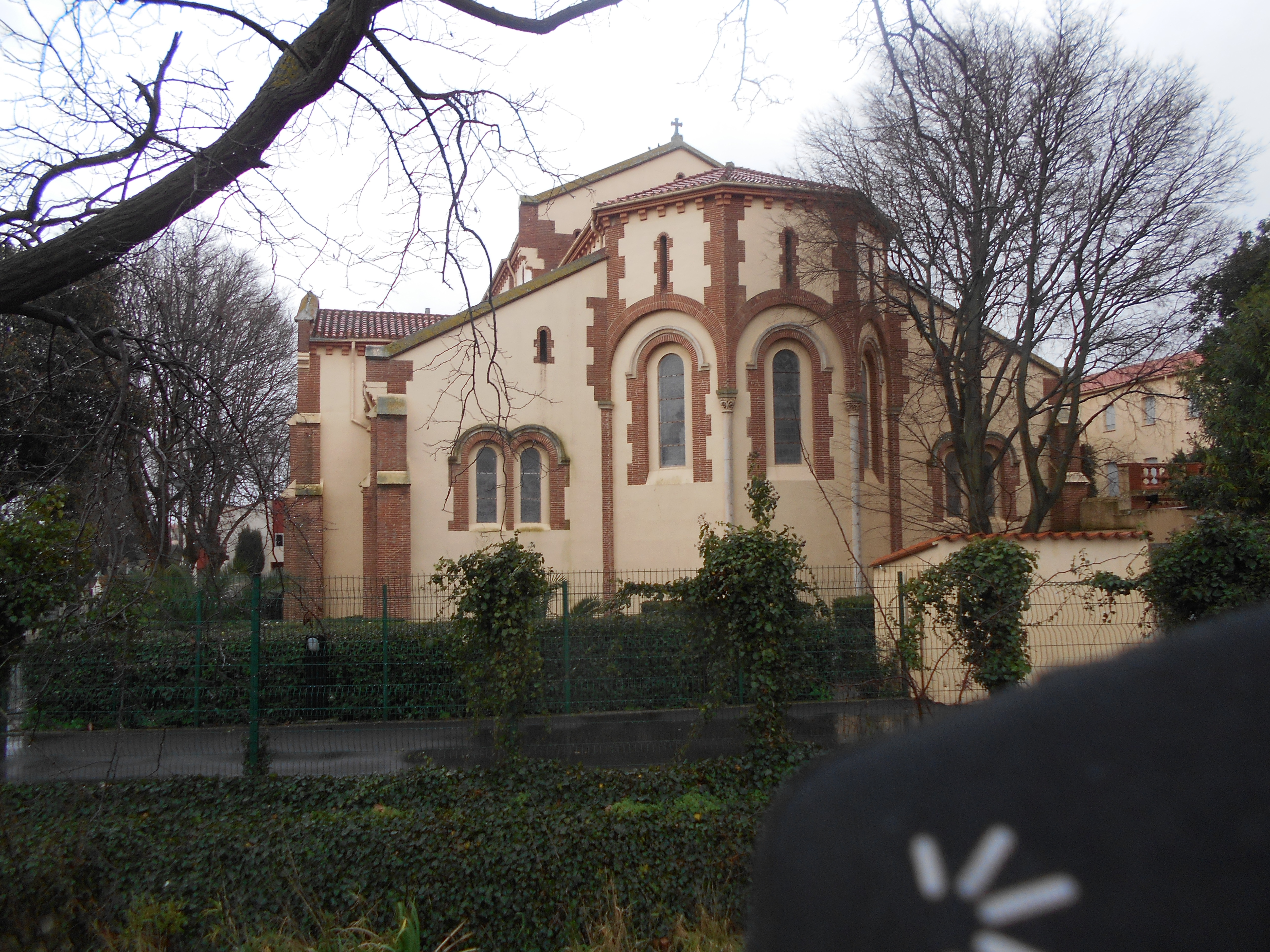
Absis de l'església

És al sector oest del sud-oest de l'Alt Vernet, en el número 71 del carrer d'Albert Schweitzer, al costat de ponent del Mas d'en Farines i ran i a la dreta del Rec del Vernet i de Pià.
És un temple de dimensions considerables, de tres naus capçada per un absis únic que correspon a la nau central. Aquesta nau és més alta que les dues col·laterals i, a més, presenta el tram central encara més elevat: els peus de la nau i el presbiteri són a una alçada intermèdia entre la part central de la nau principal i les naus col·laterals. Fou construïda el primer terç del segle xx.